# Kradibia cowani
Kradibia cowani is een vliesvleugelig insect uit de familie vijgenwespen (Agaonidae). De wetenschappelijke naam is voor het eerst geldig gepubliceerd in 1883 door Saunders.